# D-Generation X
D-Generation X (được biết như DX) là một cặp đô vật hoạt động ở RAW và được coi là một trong những nhóm nổi tiếng nhất trong lịch sử đô vật chuyên nghiệp. DX chính thức được thành lập năm 1997 đến 2002. Tháng 6, 2006, DX hoạt động trở lại và hiện nay có hai thành viên gồm Triple H và Shawn Michaels.
- Thành viên hiện nay: Shawn Michaels, triple H.
- Thành viên cũ: Chyna, Rick Rude, Billy Gunn, Road Dogg, X-Pac, Tori.
- Những thành viên khác: Jim Neidhart, Harvey Wippleman, Mike Tyson, Jason Sensation, Mankind (Mick Foley), Kane, Stephanie McMahon.
- D-Generation X được thành lập năm 1997. Khi đó WWE Monday night RAW vẫn còn là WWE RAW IS WAR. DX giải thể đầu năm 2007 sau khi Triple H bị chấn thương, đến tháng 11 năm 2007 DX đã hoạt động lại như cũ sau trận đấu tag team với Randy Orton và Umaga. DX hiện giờ gần như đã ngưng hoạt động khi lần gần nhất D-Generation xuất hiện là trước giải No Mercy 2008 khi đánh cặp Chirs Jericho và Lande Cade.

## Kế hoạch lập lại nhóm từng lừng lẫy một thời (2009)
Tuy nhóm đã bị tan rã vào năm 2008, quan trọng hơn Shawn Michael đã nghỉ hưu lo gia đình năm 2009 nhưng Triple H đã tìm Shawn và đã thuyết anh trở lại nhóm. Shawn đồng ý với Triple H và nhóm D-Generation-X sẽ trở lại để chống lại nhóm Legacy tại Summer Slam 2009.DX bây giờ đang giữ đai tag team. Vf có 1 thành viên mới là honswollge.DX đã chấp nhận người lùn này sau khi Hons đã một mình đánh tag team Jeri-Show vào đêm noel. Hiện tại nhóm đã tan rã khi Shawn Michaels quyết định rời nhóm.